# جسر آل مكتوم
جسر آل مكتوم، ويعرف أيضاً بجسر المكتوم، هو أحد الجسور التي تعبر خور دبي في إمارة دبي في الإمارات العربية المتحدة. وهو أحد خمس معابر في الخور. أما الجسور الأخرى فهي: نفق الشندغة، الجسر العائم، جسر القرهود، معبر الخليج التجاري.
جسر آل مكتوم هو أول جسر بني في دبي. افتتح عام 1963. وقد أتاح هذا الجسر للناس العبور من بر دبي إلى ديرة (دبي) والعكس دون الاضطرار لاستخدام القوارب التي تعرف بالعبرة، أو الالتفاف حول خور دبي. لتحصيل تكاليف الجسر، تم فرض رسوم على المركبات التي تعبر الخور من الديرة إلى بر دبي. لكن لم تفرض أي رسوم على العبور بالاتجاه المعاكس. بعد أن جمعت تكاليف الجسر بالكامل عام 1973 أُلغيت الرسوم.
شهد الجسر والطرق المؤدية له عملية توسعة عام 2007. فقد تم توسيع الجسر لزيادة قدرته وتخفيف الازدحام. وقد افتتحت المسارب الجديدة في 7 تشرين الثاني (نوفمبر) 2007، ما زاد من قدرة الجسر الاستيعابية إلى 9500 مركبة في الساعة.
أُعيد فرض الرسوم على عبور جسر آل مكتوم في 9 أيلول (سبتمبر) 2008 بالاتجاهين. لكن لا تُجبى الرسوم عن إغلاق الجسر العائم (من الساعة العاشرة مساءً إلى السادسة صباحاً من السبت إلى الخميس، ومن الساعة العاشرة مساءً إلى التاسعة صباحاً يوم الجمعة).

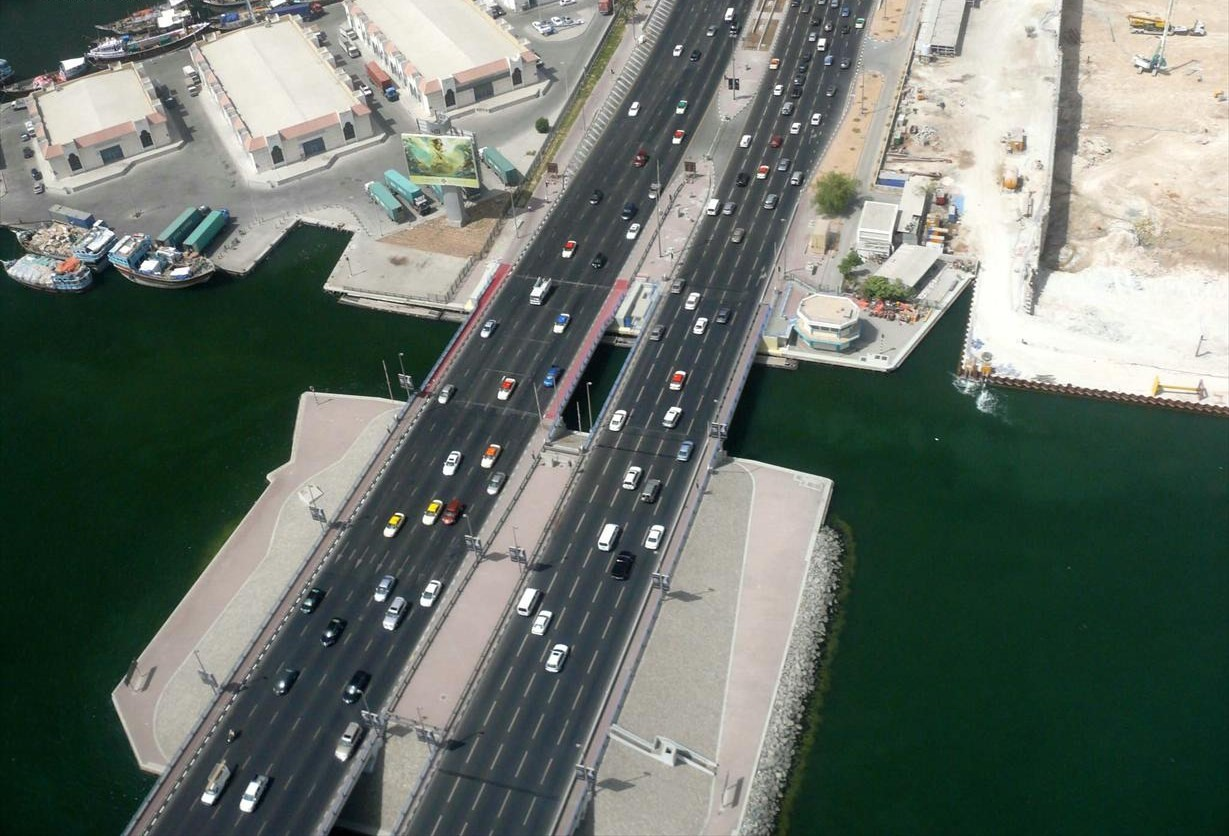

وفي عام 2023 وصلت طاقته الاستيعابية إلى 22 ألف مركبة في الساعة على الاتجاهين بعد أن أجري مايزيد على 104 من أعمال الصيانة عليه
ويعتبر الجسر متطوراً لدرجة كبيرة لتواجد مضخات الهيدروليك التي تسهل حركة الملاحة للسفن وغيرها من القوارب المرتفعة التي تمر من أسفل الجسر المتحرك

## الميزات الهيكلية
ويتميز جسر آل مكتوم بآلياته الهيدروليكية التي تسمح له بالفتح أمام حركة المرور البحرية، وهي ميزة ضرورية لاستيعاب السفن الكبيرة التي تبحر في خور دبي. يتم دعم هذه القدرة من خلال نظام متطور من المضخات وأجهزة الاستشعار الهيدروليكية، مما يضمن عمل الجسر بسلاسة وأمان.
يتضمن تصميم الجسر العديد من فحوصات السلامة والتشغيل، بما في ذلك فحص الأنظمة الهيدروليكية، والتوصيلات الكهربائية، والسلامة الهيكلية. تستخدم هيئة الطرق والمواصلات تقنيات صيانة متقدمة لإطالة عمر الجسر وتعزيز كفاءة حركة المرور.